# Mercedes-Benz M 132
Der M 132 ist ein Dreizylinder-Reihenottomotor der Mitsubishi Motors Corporation.
Die Motoren wurden im Werk in Mizushima (Japan) gebaut und als Sauger- oder Turboversion geliefert. Eingesetzt wurden sie von 2007 bis 2014 im Smart Fortwo Typ 451.
| Überblick                | Überblick            |
| ------------------------ | -------------------- |
| Hersteller:              | Mitsubishi Motors    |
| Produktionszeitraum:     | 2007–2014            |
| M 132                    |                      |
| Funktionsprinzip:        | Otto                 |
| Bauform:                 | Reihendreizylinder   |
| Zylinderwinkel:          | 45°                  |
| Ventilsteuerung:         | DOHC                 |
| Ventile pro Zylinder:    | 4                    |
| Nockenwellenantrieb:     | Steuerkette          |
| Nockenwellenverstellung: | MIVEC                |
| Bohrung:                 | 72,00 mm             |
| Hub:                     | 81,8 mm              |
| Hubraum:                 | 1,0 l (999 cm3)      |
| Motorblock Material:     | Aluminium-Druckguss  |
| Zylinderkopf Material:   | Aluminium-Druckguss  |
| Kompression:             | 10,0:1               |
| Motoraufladung:          | Freisaugend          |
| Gemischaufbereitung:     | Saugrohreinspritzung |
| Leistung:                | 45 kW–52 kW          |
| Max.Drehmoment:          | 89 Nm–92 Nm          |
| M 132 AL                 |                      |
| Motoraufladung:          | Abgasturbolader      |
| Leistung:                | 62 kW–75 kW          |
| Max.Drehmoment:          | 120 Nm–147 Nm        |